# Põlliku
Põlliku – wieś w Estonii, w prowincji Rapla, w gminie Kaiu.